# Пёрмиц
Пёрмиц (нем. Pörmitz) — община в Германии, районный центр, расположен в земле Тюрингия. 
Входит в состав района Заале-Орла. Подчиняется управлению Зеенплатте.  Население составляет 195 человек (на 31 декабря 2010 года). Занимает площадь 6,35 км².